# Schlotheimia horridula
Schlotheimia horridula är en bladmossart som beskrevs av C. Müller 1898. Schlotheimia horridula ingår i släktet Schlotheimia och familjen Orthotrichaceae. Inga underarter finns listade i Catalogue of Life.